# みんなでみんなで歌謡ショー
『みんなでみんなで歌謡ショー』（みんなでみんなでかようショー）は、1965年10月10日から1966年3月27日までNET系列局で放送されていたNETテレビ（現・テレビ朝日）製作の歌謡バラエティ番組である。太平住宅グループの単独提供。放送時間は毎週日曜 18:30 - 19:00 （日本標準時）。

## 概要
当時流行していたレコード会社協賛番組の1つ。ミノルフォンレコード（当時太平音響＝現・徳間ジャパンコミュニケーションズ）の協賛番組で、タイトルに「ミノルフォンアワー」を冠していた。視聴者参加型番組でもあり、一般参加者たちがミノルフォンの新人歌手たちの歌に合わせてパントマイムを披露していた。
放送第1回では、一般参加者の代わりにE・H・エリック、小桜京子、てんぷくトリオ、坂本新兵が参加するゲスト大会を行った。

## 出演者

### 司会
- 宮尾たか志

### 審査員
- 遠藤実（後のミノルフォンレコード社長）
- 小野栄一
- 黛節子
- 桜京美

### 出演歌手
- 三船和子
- 千昌夫